# Rete tranviaria interurbana di Milano
La rete tranviaria interurbana di Milano è stata l'insieme di linee tranviarie a carattere interurbano che in passato hanno collegato la città di Milano alle zone estreme della sua provincia e ad alcune città vicine.
A differenza di altre province lombarde e piemontesi, la costruzione di questa rete non seguì un piano prestabilito dall'ente provinciale: la sua genesi fu quindi frutto dell'iniziativa privata che richiese le concessioni alle Deputazioni provinciali competenti. Per i primi decenni di attività, le linee furono esercite da diverse società fino alla fine degli anni trenta, quando, salvo eccezioni, l'esercizio delle linee interurbane in attività passò all'ATM di Milano.
Dopo una serie di dismissioni avvenute fra gli anni sessanta e il principio degli anni ottanta, per lungo tempo rimasero in funzione solo due linee: la Milano-Desio, chiusa nel 2011 in attesa che iniziassero i lavori di costruzione della nuova linea per Seregno, e la Milano-Limbiate, soppressa nel 2022 in attesa che si svolgano lavori di manutenzione straordinaria o di ricostruzione.

## Struttura della rete
Tranvie costruite dalla Società Anonima degli Omnibus (SAO), poi esercite dalla Edison, quindi dalla Società Trazione Elettrica Lombarda (STEL) e infine dall'ATM:
- Milano-Monza (1876-1966);
- Milano-Corsico-Abbiategrasso:
  - Milano-Corsico (1884-1914 e 1956-1966);
  - Milano-Abbiategrasso (1914-1956);
- Milano-Affori-Limbiate:
  - Milano-Affori (1882-1915);
  - Milano-Varedo (1915-1920);
  - Milano-Limbiate (1920-2022).

Linee delle Tramways a Vapore Interprovinciali di Milano, Bergamo e Cremona (TIP), poi gestite dalla STEL e da ATM:
- Milano-Vimercate (1880-1981);
- Milano-Gorgonzola-Vaprio:
  - Milano-Vaprio (1878-1968);
  - Gorgonzola-Vaprio (1968-1978);
- Villa Fornaci-Cassano-Treviglio-Caravaggio:
  - Fornaci-Treviglio (1880-1883 e 1917-1931);
  - Fornaci-Caravaggio (1883-1917);
  - Milano-Villa Fornaci-Cassano d'Adda (1931-1972).

Altre tranvie:
- Milano-Lodi (1880-1931), esercita dalla TIP;
- Milano-Binasco-Pavia (1880-1936), esercita dalla Società per le Ferrovie del Ticino (SFT) e poi dalla società esercente la Milano-Magenta-Castano (MMC);
- Milano-Magenta-Castano (1878-1957), esercita dalla MMC, poi da ATM;
- Milano-Legnano-Gallarate, esercita dalla Società Anonima dei Tramways e delle Ferrovie Economiche di Roma, Milano e Bologna (TFE) e poi dalla STIE:
  - Milano-Gallarate (1880-1951);
  - Milano-Legnano (1951-1966);
- Milano-Saronno-Tradate, gestita dalla TFE e poi dalle Ferrovie Nord Milano (FNM):
  - Milano-Tradate (1877-1915);
  - Milano-Saronno (1915-1925);
- Milano-Carate/Giussano:
  - Milano-Seregno-Giussano (1881-1958);
  - Milano-Seregno-Carate (1886-1982);
  - Milano-Desio (1982-2011).

La città di Milano è inoltre dotata di una rete tranviaria urbana.
Sul territorio provinciale erano presenti altre linee tranviarie, non collegate direttamente a Milano. Monza possedeva una rete interurbana autonoma, formata da linee che in periodi diversi la collegarono a Cusano Milanino, Carate Brianza, Trezzo sull'Adda e Bergamo, Cantù e Oggiono. Lodi era servita da linee tranviarie provenienti da Bergamo e da Soncino, esercite dalla TIP. Infine presso Sant'Angelo Lodigiano s'incrociavano tre tranvie: una proveniente da Melegnano, derivazione della Milano – Lodi, una che collegava la cittadina a Pavia, dove si diramava dalla stazione della Milano – Pavia, e una diretta a Lodi.

## Storia

### Le prime richieste
Nella seconda metà degli anni sessanta del XIX secolo furono presentati due progetti per la costruzione di una tranvia a cavalli che utilizzasse la linea di circonvallazione di Milano. Il primo fu avanzato nel 1865 presso il Ministero dei lavori pubblici da Leopoldo Rivolta il quale ottenne la concessione per la sua costruzione dopo qualche mese. L'opposizione della Società per le Ferrovie dell'Alta Italia (SFAI) ad un allacciamento della tranvia presso la costruenda stazione di Porta Ticinese impedì l'avvio dei lavori con conseguente decadenza della concessione. Il secondo progetto fu proposto al consiglio provinciale milanese dal belga Filippo De Hault, nel 1869. I lavori non furono avviati, probabilmente a seguito di alcuni intoppi burocratici, e il consiglio provinciale decise di revocargli la concessione nel 1876. Nel 1870 gli Ingegneri Campiglio e Bianchi presentarono domanda per la costruzione di una tranvia a vapore da porsi sulla strada ordinaria tra Milano e Saronno, ma la richiesta fu rigettata senza giungere al Consiglio Provinciale.
Il 26 gennaio 1871 il consiglio provinciale accordò al signor Angelo Luè la concessione di una tranvia a cavalli tra Monza e Milano. In quel periodo la distinzione di termini tra tranvia e ferrovia non era stata codificata, per cui il progetto di Luè fu considerato alla stregua di una linea ferroviaria qualsiasi, da sottoporsi quindi alle strette normative del tempo come la legge 8 luglio 1860, n. 4241, e la legge 20 marzo 1865, n. 2248. La presenza della ferrovia Milano-Monza, esercita dalla SFAI, permise a questa società ferroviaria di opporsi alla costruzione di una linea concorrente, sebbene posta su una strada ordinaria già esistente. Il Consiglio di Stato, nella seduta del 3 giugno 1874, sancì il concetto che le tranvie a cavalli o ippovie non dovevano essere comprese nell'insieme delle strade ferrate contemplate dall'articolo 5 della legge 2248/1865. La sentenza permise di riprendere la procedura riguardante la concessione di Luè. Questi, però, non procedette alla costituzione della società che avviasse i lavori per cui decadde dalla concessione. La Società Anonima degli Omnibus (SAO) ripresentò la domanda, ottenendo la concessione dall'ente provinciale il 15 febbraio 1876. Passata l'ennesima opposizione della SFAI al progetto, la tranvia Milano-Monza fu inaugurata l'8 luglio dello stesso anno.

### L'epoca del vapore
Il 24 giugno dell'anno seguente fu la volta del tronco Milano-Saronno della Milano-Tradate, anch'esso esercito con trazione equina, a cui fece seguito l'apertura della Saronno-Tradate nel febbraio 1878. La lunghezza della linea, più di trentacinque chilometri, rese evidente la poca convenienza della trazione animale su quelle distanze, per cui fu avviata la sperimentazione dell'esercizio con locomotive a vapore adatte all'uso stradale. I risultati della sperimentazione furono positivi e l'esercizio con il vapore fu aperto tra il giugno e l'agosto del 1878. La società che aveva ottenuto la concessione per la costruzione della tranvia Milano-Gorgonzola-Vaprio, beneficiò dei risultati di questa sperimentazione e decise di applicare la nuova trazione fin dall'apertura della linea, avvenuta il 28 gennaio 1878.
Il successo della trazione a vapore favorì la costruzione di nuove linee tranviarie a soddisfazione di una domanda di trasporto che era rimasta latente fino a quel momento. Vi furono numerose inaugurazioni tra la fine degli anni settanta e il principio degli anni ottanta: la tranvia per Magenta e Castano fu aperta completamente nel marzo 1880, nello stesso mese fu la volta della Milano-Vimercate, seguita nell'agosto del medesimo anno dalla Milano-Pavia e dalla Milano-Lodi. Nel 1881 furono inaugurate la linea per Desio e Giussano e la Milano-Gallarate. Anche nelle province limitrofe furono costruite tranvie a vapore e quella milanese accordò concessioni ad alcune di esse, avendo competenza su alcuni dei loro tratti posti all'interno dei suoi confini: nel triennio 1879-1881 furono aperte la Lodi-Treviglio-Bergamo, la Monza-Barzanò, la Fornaci-Treviglio, la Como-Fino-Saronno, la Sant'Angelo Lodigiano-Lodi e la Lodi-Crema-Soncino. Ben presto, nel milanese i tram a vapore furono chiamati gamba de legn' ("gamba di legno").
Le prime linee tranviarie furono costruite da società anonime istituite appositamente grazie al conferimento di capitali provenienti da paesi esteri, principalmente il Regno Unito e il Belgio. Nel corso degli anni ottanta, una buona parte di queste tranvie, quelle della zona orientale e meridionale della provincia, furono assorbite dall'italo-belga Tramways a Vapore Interprovinciali di Milano, Bergamo e Cremona (TIP) che formò quello che il Cornolò ha definito Impero Pistorius dal cognome di Ferdinando Pistorius, cavaliere di origini tedesche che propugnò lo sviluppo tranviario fra il milanese, il lodigiano e il cremasco. Un altro gruppo tranviario che conobbe una certa rilevanza nel milanese fu l'inglese "The Lombardy Road Railways" che a cavallo dei secoli XIX e XX possedette alcune linee a nord della città, come la Milano-Carate/Giussano, la Monza-Carate e la Cusano-Cinisello-Monza, e altre nel lodigiano, come la Lodi-Sant'Angelo Lodigiano e la Lodi-Soncino; queste ultime furono poi assorbite dalla TIP nel 1895. Sempre nel corso degli anni ottanta, la SAO ottenne il controllo della rete urbana milanese e delle linee suburbane. In questo senso alla Milano-Monza si aggiunsero la Milano-Affori, aperta nel 1882, e la Milano-Corsico, istituita nel 1884, tutte a trazione animale.

### L'avvento della trazione elettrica
Proprio la rete in mano alla Società Anonima degli Omnibus fu la prima ad essere elettrificata. Tra il 1893 e il 1900, la Edison, intenzionata ad incrementare la domanda di corrente elettrica, si sostituì progressivamente alla SAO nelle concessioni della rete urbana, provvedendo all'applicazione del nuovo tipo di trazione con tensione a 600 volt in corrente continua. Tra il 1900 e il 1903, la società milanese si prese in carico anche le concessioni delle linee suburbane per Monza, Affori e Corsico avviando l'esercizio a trazione elettrica con le medesime caratteristiche della rete urbana.
Il successo del nuovo tipo di trazione e la domanda di trasporto su nuove direttrici, spinse la società elettrica a chiedere il prolungamento di alcune linee e la costruzione di altre: la tranvia per Corsico fu portata fino ad Abbiategrasso (1914), quella per Affori giunse prima a Varedo (1915) poi a Limbiate (1920), mentre la tranvia Milano-Monza fu potenziata affiancandole la Milano-Cinisello con diramazione Torretta-Sesto (1913).
La trazione elettrica iniziò ad estendersi anche ad altre tranvie milanesi. Nel 1909 a Monza fu costituita la Società Tranvie Elettriche Briantee (STEB) che costruì la Monza-Meda-Cantù tra il 1910 e il 1912. Per questa linea fu adottata l'alta tensione, sulla base dell'esperienza maturata in questo campo dalla Società Elettrica Bresciana (SEB) per la sua rete e quindi fu elettrificata a 1350 volt in corrente continua. La Società Anonima Trazione & Imprese Elettriche (STIE) nel 1913 rilevò la concessione della Milano-Gallarate dalla compagnia esercente, la belga Tramvie e Ferrovie Economiche di Milano, Roma e Bologna, e provvide alla sua elettrificazione, applicando una tensione da 750 volt in corrente continua.
Buona parte delle tranvie interurbane milanesi furono elettrificate nel corso degli anni venti e trenta dalla Società Trazione Elettrica Lombarda (STEL), facente parte del gruppo Edison. La STEL rilevò in toto le concessioni della capogruppo (30 dicembre 1919), della Lombardy (1924) e, nel 1926, anche le tranvie dell'Adda esercite dalla TIP, come la Milano-Vimercate, la Milano-Vaprio e la Villa Fornaci-Cassano-Treviglio. I lavori di elettrificazione seguirono uno schema fisso. Si applicò l'alimentazione con linee aeree a catenaria in corrente continua, con l'adozione della tensione bassa (a 600 V) per le linee della Lombardy e di quella alta (a 1200 V) per le linee dell'Adda, in virtù del traffico pesante preventivato per queste ultime linee. La STEL provvide anche a rimodernare le tranvie, non solo cambiando l'armamento, ma trasferendo la sede su marciatram o su percorsi autonomi da quello stradale, per quanto fosse possibile, in modo da poter aumentare la sicurezza di circolazione dei tram e di conseguenza la loro velocità. Oltre al Deposito di Varedo ereditato dalla Edison, la STEL ne costruì altri a Desio, a Monza Borgazzi e a Gorgonzola, riconoscibili dalla medesima configurazione con rimessa locomotive, sottostazione elettrica, fabbricato principale a pianta rettangolare e triangolo di ribattimento. Nel 1922 la STEL si diede anche alla costruzione di una nuova tranvia a rinforzo della Milano-Monza, la Sesto San Giovanni-San Fruttuoso-Monza, mentre nel 1931 decise di sopprimere la linea tra Cassano e Treviglio, tramutando la Villa Fornaci-Cassano in una diramazione della Milano-Vaprio.
Le altre interurbane rimasero a trazione a vapore fino alla loro chiusura. In particolare, le linee TIP che non furono rilevate dalla STEL furono soppresse nel 1931 (Milano-Lodi con diramazione per Sant'Angelo e Lodi-Soncino), mentre la Milano-Pavia fu dapprima rilevata dalla società esercente la Milano-Magenta-Castano (1933) e poi chiusa da questa società nel marzo 1936. La Milano-Saronno-Tradate, decurtata del tronco oltre Saronno nel 1915 fu chiusa dieci anni dopo dalle Ferrovie Nord Milano che l'avevano rilevata nel lontano 1889. Due tranvie a vapore furono acquisite dall'ATM e sopravvissero al conflitto mondiale nonostante fossero prive di un qualche progetto di sviluppo che considerasse anche l'eventuale elettrificazione: la Milano-Magenta-Castano e la Monza-Trezzo-Bergamo. Su quest'ultima linea dal 1932 furono impiegate automotrici ad accumulatori che si affiancarono alle locomotive a vapore.

### L'esercizio dell'ATM
Con il cosiddetto Atto Rivolta il 1º luglio 1939 il Comune di Milano rilevò le concessioni della Milano-Magenta-Castano, della Monza-Trezzo-Bergamo e di tutte le linee tranviarie interurbane della STEL, oltre a diverse linee automobilistiche, mentre nello stesso giorno il loro esercizio passava alla municipalizzata ATM. Il Regio Decreto 7 dicembre 1939, n. 2111, sancì definitivamente il passaggio. Le interurbane della STIE e della STEB rimasero escluse dall'accordo, perché le due società non si ritennero soddisfatte dalle offerte dell'ATM.
La municipalizzata milanese, che già eserciva la rete urbana dal 1916, assunse il controllo di quasi tutta la rete interurbana allo scopo di razionalizzare il servizio. Nel territorio comunale, infatti, le linee interurbane si sovrapponevano a quelle urbane, inoltre le prime erano esercite da società private in concorrenza tra loro e ciò era ritenuto un freno allo sviluppo di tutta la rete dei trasporti pubblici. Si ritenne che una gestione unificata potesse apportare vantaggi significativi alla collettività nel lungo termine, tali da poter coprire le probabili perdite economiche derivanti da quel nuovo tipo di amministrazione.
La seconda guerra mondiale impedì all'ATM di iniziare il processo di razionalizzazione della rete. Solo negli anni cinquanta si analizzò la situazione, approntando delle soluzioni ai problemi rilevati. Le due tranvie a vapore, il cui traffico non giustificava un rimodernamento degli impianti, furono soppresse: nel 1957 toccò alla Milano-Vittuone, residuo della tranvia per Magenta e Castano Primo, mentre l'anno seguente fu la volta della Monza-Trezzo, ultima tratta in esercizio della linea per Bergamo. Per quanto riguarda le tranvie dell'Adda furono evidenti le limitazioni che la struttura, a binario semplice e in sede promiscua nei tratti urbani, poneva nei confronti del volume di passeggeri trasportati e quindi fu avviato un piano che le tramutasse in linee ferroviarie vere e proprie: le linee celeri. Per le tranvie della Brianza (Milano-Limbiate e Milano-Carate) fu approntato un progetto analogo, che non fu realizzato per mancanza di fondi. Sulla Milano-Monza si pose il problema della compresenza con la costruenda linea 1 della Metropolitana sul tracciato fra Porta Venezia e Sesto Marelli. Nel 1956, a causa della presenza dei cantieri della metropolitana su Viale Monza, si trasferì il tracciato della tranvia su quello della Milano-Torretta-Sesto, la quale era stata soppressa qualche anno prima, ma non era stata disarmata. La riduzione di traffico provocata sia dallo spostamento sia dall'apertura della Linea 1 (1964) spinsero l'ATM a chiuderne l'esercizio il 2 ottobre 1966.
Il 5 maggio 1968 fu inaugurata la linea celere tra Cascina Gobba e Gorgonzola. Da quella data i convogli tranviari della Milano-Vaprio/Cassano furono instradati su quel tratto per poi ritornare sul vecchio tracciato dopo la fermata di Gorgonzola Deposito. Fu quindi soppresso e disarmato il tratto promiscuo lungo la statale 11 Padana Superiore, fra la località di Cascina Gobba e il Deposito tranviario di Gorgonzola. L'ATM decise in seguito di trasformare in linea metropolitana questo abbozzo di linea celere che s'innestava fin dall'origine alla linea M2 nei pressi di Viale Palmanova. Nei progetti iniziali la linea M2 avrebbe dovuto attestarsi presso Cascina Gobba, mentre il resto del tracciato fino a Gorgonzola, e in un momento successivo a Trezzo e Bergamo, sarebbe stato servito da convogli suburbani costruiti appositamente dalla municipalizzata milanese per le linee dell'Adda. Tuttavia, l'ATM decise di unificare le due strutture a causa della mancanza di fondi necessari a proseguire i lavori dopo la stazione di Gorgonzola, unita alla possibilità di prolungare le corse dei convogli della metropolitana fino a quello scalo. Il 4 dicembre 1972 i treni della M2 si presero in carico l'intero servizio tra Cascina Gobba e Gorgonzola, mentre i bloccati interurbani mantennero il servizio solo sulla tranvia tra Gorgonzola Deposito e Vaprio d'Adda. Lo stesso giorno fu soppresso il servizio fra Gorgonzola Deposito e Cassano d'Adda; la linea tranviaria fra quest'ultimo comune e Villa Fornaci fu smantellata l'anno seguente.
Nel 1978 fu chiusa la Gorgonzola-Vaprio. Nello stesso periodo l'ATM comunicò la soppressione della Desio-Carate, poi annullata a seguito delle proteste degli abitanti; tuttavia la tratta fu chiusa definitivamente quattro anni dopo. Il servizio sulla Milano-Vimercate fu mantenuto finché non fu aperto il tratto Cascina Gobba-Cologno Nord della linea M2 nel 1981 e fu avviata contestualmente l'autolinea sostitutiva Cologno-Vimercate.
Delle tranvie non esercite dall'ATM, la Milano-Gallarate nel 1951 fu decurtata del tronco dopo Legnano e poi chiusa nel 1966, quando l'ANAS pose il veto ad un piano di ammodernamento preparato dalla STIE, mentre la Monza-Cantù fu soppressa dalla STEB nel dicembre 1952.

### Il XXI secolo
La Milano-Desio e la Milano-Limbiate subirono l'eliminazione dei tratti urbani nel 1999, incluso il capolinea comune di Via Valtellina, a causa del prolungamento della linea M3; in seguito ATM sospese il servizio serale e festivo. I capolinea furono attestati rispettivamente in via Vincenzo da Seregno ad Affori, per la Milano-Limbiate, e a Niguarda, per la Milano-Desio.
Il 1º ottobre 2011, il servizio fu soppresso su quest'ultima, in attesa di una completa ricostruzione come metrotranvia. Sulla linea per Limbiate, il servizio fu sospeso nel maggio dell'anno seguente, perché l'USTIF revocò il nulla osta per motivi di sicurezza. L'esercizio tranviario fu riattivato il 22 ottobre dello stesso anno una volta effettuate verifiche tecniche sull'intero impianto.
Il progetto di ammodernamento della linea per Desio prevede il prolungamento fino alla stazione di Seregno, il doppio binario fino a Cascina Calderara, il trasferimento in sede riservata al centro della strada provinciale Vecchia Valassina e tre modifiche del tracciato presso Cusano Milanino, Desio e Seregno.
Un progetto analogo è stato proposto per la Milano-Limbiate, in questo caso senza modifiche di tracciato o prolungamenti; si prevede comunque la fornitura di nuove vetture, il trasferimento dei binari al centro della strada provinciale Comasina e un'analoga riqualificazione della suddetta strada. Quest’ultimo progetto ha visto l’opposizione dei comuni di Senago e di Varedo.
Nell'estate del 2017, il servizio tranviario sulla linea per Limbiate fu nuovamente sospeso per effettuare adeguamenti alle normative USTIF. Si applicarono specchi agli incroci più sensibili alla viabilità e ai passi carrabili, segnali ottico-acustici presso alcuni incroci sprovvisti di semaforo e fu adeguata la segnaletica orizzontale. A seguito di questi interventi, il servizio fu ripristinato l'11 settembre 2017, ma ristretto alle fasce mattutina e serale dei giorni feriali. Nelle restanti ore delle giornate feriali e nei festivi, il servizio rimase coperto da quello dell'autolinea 165 Milano-Limbiate. Il 30 settembre 2022 ATM soppresse il servizio tranviario anche per il resto della giornata, sostituendolo completamente con le corse dell'autolinea 165.
Nell'aprile 2023 sono cominciati i lavori di costruzione della nuova tranvia Milano-Seregno.